# Бромистый этидий
Бромистый этидий (3,8-диамино-5-этил-6-фенилфенантридиум бромид) — органическое соединение, флуоресцентный краситель с химической формулой C21H20BrN3. Применяется как интеркалирующий агент в молекулярной биологии для выявления нуклеиновых кислот, в частности, в случае электрофореза ДНК в агарозном геле.
Синонимы: EtBr, Ethidium bromide, Homidiumbromid; Novidiumbromid.

## Свойства
Имеет вид тёмно-красных листовидных кристаллов. Молярная масса составляет 394,31 г/моль. Плавится с разложением при температуре 248—249 °C.
Образует прочные флуоресцирующие комплексы с полинуклеотидными цепями, при этом флуоресцирует только на двутяжевых участках. Флуоресценция оранжевым цветом со спектральным максимумом на 600 нм проявляется при освещении ультрафиолетом. При связывании с ДНК интенсивность флюоресценции увеличивается примерно в 20 раз.
Активно взаимодействует со структурой ДНК, раскручивая её спираль с образованием циклических структур, также способно закручивать спираль молекулы в обратном направлении.

## Применение
Применяется в микроскопии для различных исследований нуклеиновых кислот, например, при изучении конформации транспортной РНК, для оценки двутяжевых участков и подобного.
В 1950-х годах бромистый этидий под названием Homidium использовался для лечения трипаносомоза у рогатого скота.

## Безопасность
Из-за возможности связывания с ДНК и, при освещении ультрафиолетом, стимулирования разрывов в ДНК, бромистый этидий может быть сильным мутагеном. Также считается канцерогеном и тератогеном, хотя эти свойства никогда не были тщательно исследованы.